# Torkel Stern
Torkel Erik Stern, född den 10 oktober 1925 i Stockholm, död där den 17 maj 2012, var en svensk ämbetsman och företagsledare. Han var son till Erik Stern.
Stern avlade juris kandidatexamen vid Stockholms högskola 1948. Han blev bankjurist vid Skandinaviska banken i Stockholm 1952 och bankdirektör där 1964. Stern var bankinspektör och chef för allmänna avdelningen på Bankinspektionen 1970–1975 och verkställande direktör för Sveriges bostadsfinansieringsaktiebolag 1975–1983. Han hade uppdrag i statliga utredningar. Stern utgav Etik i bank (1988, medförfattare i ny upplaga 1994). Han blev riddare av Nordstjärneorden 1973. Stern vilar i minneslund på Galärvarvskyrkogården.